# 2022년 북한 무인기의 대한민국 영공 침범 사건
2022년 북한 무인기의 대한민국 영공 침범 사건은 2022년 12월 26일 북한의 무인기 5대가 대한민국 영공을 침범한 사건이다.

## 역사
2022년 12월 26일 오전 10시 25분, 제1군단 (대한민국) 국지방공레이더에 북한 무인기 1대가 최초 포착됐고, 오후 3시 20분까지 상황이 진행됐다. 서울 북부지역까지 남하 후 북상했고, 이후 레이더에서 사라졌다.
오후 12시 57분, 공군작전사령부가 무인기 4대를 추가로 식별해 오후 3시 20분까지 추적했다. 이들 4대는 강화도와 서해 일대로 남하했으나 이후 탐지망에서 사라졌다.
AH-1 코브라 공격헬기 1대가 주문도 남단 일대에서 20mm 기관포(자폭 소이탄)로 쐈지만 격추하지 못했다.
결국 대한민국 국군은 정찰 무인기 송골매를 북한으로 투입해 북한을 정찰했다고 한다. 송골매 무인기가 북한 군사시설을 정찰하는 중에도 북한 측은 전혀 대응이 없었다고 한다.

## 부실대응
한국군은 제대로 대응하지 못했다. 헬기와 전투기 약 20대를 보내 공격했지만 격추하지 못했다. 오히려 KA-1 경공격기가 이륙 중 추락했다. 벌컨포는 쏴보지도 못했다. 벌컨포의 최대 사거리가 지상 2 km인데 무인기는 3 km 상공을 비행했다.

## 국지방공레이더
TPS-880K 국지방공레이더는 3차원 능동위상배열 탐지레이더로서 기존 TPS-830K 레이더보다 탐지거리가 뛰어나고, 방위·거리·고도까지 탐지할 수 있다.
2014년 3월 백령도 무인기 사건 때, 국방부는 이스라엘 RPS-42를 대량구매하려고 검토했는데, LIG넥스원은 TPS-880K도 무인기 탐지가 가능하다면서, 성능평가를 요구했다. 결국 RPS-42는 소량구매하기로 하고, TPS-880K를 대량구매했다. TPS-880K는 2018년 부터 2024년까지 양산될 계획이다.

## SSR
수도권 핵심 시설에는 육군 수도방위사령부가 2019년 도입한 드론 테러 방어용 레이더 SSR이 배치돼 드론·무인기를 탐지하고 주파수를 무력화하는 시스템이 있지만, 처음 맞은 이번 실전에서 성능을 발휘하지 못했다.
2019년 이스라엘로부터 SSR(2차 감시 레이더) 레이더 11대를 들여 왔다.
2019년 4월, 청와대 경비 등을 맡고 있는 육군 수도방위사령부는 이스라엘제 '드론 테러' 방어용 탐지 레이더 9대를 도입해 전력화했다. SSR로 불리는 이 레이더는 수도권 핵심 시설 방어용으로 드론과 무인기를 탐지해 주파수 교란으로 무력화하는 시스템인 것으로 알려졌다. 군 소식통은 "GPS 등 교란 방식으로 무인기를 무력화하는 시스템도 북 무인기가 기습적으로 출현해 자폭 공격을 할 경우 대응 시간이 너무 촉박해 제대로 막지 못할 수 있다"고 했다.
공항감시레이더(ASR/SSR)
- 1차 감시 레이더를 ASR(Airport Surveillance Radar), 2차 감시 레이더를 SSR(Secondary Surveillance Radar)이라고 부른다.
- 공항에서 60 마일(약 110km), 고도 약 8,000 m 이내의 공역에 있는 항공기의 위치를 탐지하여 공항에서 이륙할 항공기나 공항으로 진입하고 있는 항공기를 유도하거나, 이착륙 간격을 설정해주는 등 터미널레이더관제에 사용된다.

## RPS-42
이번에 식별된 북한 무인기는 2014년 3월, 서해 백령도 등에 나타난 백령도 무인기와 비슷한 것으로 파악되었다.
2014년 4월, 육군이 운용하는 저고도레이더 TPS-830K로는 북한의 소형 무인기를 탐지할 수 없어 이스라엘 라다의 RPS-42를 구매해 청와대 등 국가 중요시설과 서부전선의 주요 축선에 배치하는 방안이 추진되고 있다.
2017년 6월 현재, 청와대를 비롯한 수도권의 소형무인기 탐지는 '라다'라고 불리는 이스라엘제 전술저고도레이더 RPS-42가 수대가 맡고 있다. 탐지거리 최대 30 km, 탐지고도 최대 9 km로 최소 0.5 m 크기의 물체까지 포착이 가능하다. 한국군은 2017년 하반기 중으로 이 레이더 10여대를 추가 도입할 계획이다.
차량에 싣고 다니며 이동식으로 쓸 수도 있고, 고정식으로도 배치가 가능해 다양한 작전환경을 제공한다. 대당 가격은 9억 원 안팎이다.
RPS-42는 다목적 반구레이더의 일종으로 탐지거리가 30km에 달하지만, 2014년 3월에 발견된 북한제 추정 백령도 무인기처럼 소형 무인정찰기의 경우 탐지거리가 10km로 알려졌다. 능동위상배열레이더(AESA)의 안테나를 사용하는 이동식 레이더로 대당 예상단가는 9억원 안팎이다.
RPS-42 TASRS(Tactical Air Surveillance Radar System) 레이다는 2013년 이스라엘 군에서 첫 배치를 시작했다. 원래 바주카포나 박격포탄을 등 비교적 낮은 고도로 비행하는 물체의 탐지를 위해 개발됐다. AESA(Active Electronically Scanned Array) 방식 레이더에다 경량화가 이루어져 소형 차량으로도 운용이 가능하다.

## 레이저 대공무기
2022년 12월 28일, 국방부에 따르면 ‘국방중기계획’에는 북한 무인기 위협에 대응한 탐지지산과 ‘소프트킬’, ‘하드킬’ 무기체계 사업 총 4건에 5500억원을 투자하는 내용이 반영됐다. 국방부 관계자는 “레이저 대공무기 블록1 연구개발사업이 현재 시험평가 단계”라며 2026년에 연구개발을 끝내고 2027년에는 전력화가 시작될 것으로 전망했다. 레이저 대공무기는 레이저로 공중 무인기를 파괴하는 하드킬 방식의 드론 대응 무기체계다.

## 같이 보기
- 백령도 무인기